# In the Blood (Daredevil)
In the Blood is de vierde aflevering van de televisieserie Daredevil. De aflevering werd geregisseerd door Ken Girotti en geschreven door Joe Pokaski.

## Verhaal
De broers Vladimir en Anatoly Ranskahov zaten ooit in een strenge Russische gevangenis. Om hun bewakers te overmeesteren, braken ze een rib af van hun overleden celgenoot. Nadien besloten de broers naar Amerika te vluchten.
Terwijl Matt opnieuw verzorgd wordt door Claire, bespreken de twee hun niet-alledaagse werkrelatie. Matt geeft haar vervolgens een mobiele telefoon waarin ze haar nummer moet noteren zodat hij voortaan kan aankondigen wanneer hij langskomt.
Wesley heeft in een taxigarage een afspraak met Vladimir en Anatoly. De broers onthullen dat Daredevil de naam van hun werkgever Fisk weet. Wesley maant hij nogmaals aan om de gemaskerde held uit te schakelen.
Karen licht de journalist Ben Urich in, maar die lijkt niet onder de indruk van haar verhaal. Bovendien vindt hij haar geen geloofwaardige bron omwille van haar verleden.
Vladimir en Anatoly ondervragen Semyon, de man die door Daredevil van het dak van Claires appartementsgebouw werd geduwd. De man mompelt dat hij de duivel zag, maar herinnert zich vervolgens ook een vrouw. De Russische broers sturen twee handlangers naar het appartement van Claire, maar vinden enkel de jonge Santino, die onder druk de schuilplaats van Claire onthult.
Fisk keert diezelfde avond terug naar het kunstatelier waar Vanessa werkt. Hij legt uit dat het schilderij dat hij gekocht in zijn slaapkamer hangt. Vervolgens vraagt hij haar uit voor een etentje.
Matt en Foggy wandelen door de straten van New York wanneer hij plots gebeld wordt door Claire. Matt neemt op en hoort enkel geschreeuw. Hij haast zich naar de schuilplaats van Claire, maar merkt dat hij te laat is.
Karen heeft zich inmiddels naar de veiling van de kantoorspullen van Union Allied Construction begeven, waar ze hoopt een spoor te vinden dat haar kan verder helpen in het aan het licht brengen van de waarheid. Tot haar grote verrassing wordt ze plots vergezeld door Ben, die van gedacht veranderd is en toch besloten heeft om haar zaak te bestuderen.
Matt komt via Santino te weten wat het taxibedrijf van de Russische ontvoerders is. Hij begeeft zich als Daredevil naar de garage waar Claire wordt vastgehouden. Vervolgens schakelt hij het licht uit en overmeestert de zwaargewapende Russen. Wanneer hij Claire bevrijdt, blijkt ze in shock te zijn.
Wanneer de Russische broers ontdekken wat er in de taxigarage gebeurd is, besluit Anatoly zijn baas Fisk op te zoeken. Zonder toestemming van Wesley dringt hij binnen in het restaurant waar Fisk en Vanessa aan het dineren zijn. Een geagiteerde Fisk haast zich naar buiten en stuurt Vanessa meteen naar huis.
Aan haar hotel wekt Vanessa de indruk dat ze niet verder wil met Fisk, die teleurgesteld reageert. Niet veel later wordt Anatoly door Wesley naar een verlaten plek gereden. Daar wordt hij in elkaar geslagen door de gefrustreerde Fisk, die de Rus uiteindelijk met een autodeur onthoofdt.

## Cast
- Charlie Cox – Matt Murdock / Daredevil
- Deborah Ann Woll – Karen Page
- Elden Henson – Foggy Nelson
- Vincent D'Onofrio – Wilson Fisk
- Rosario Dawson – Claire Temple
- Nikolai Nikolaeff – Vladimir Ranskahov
- Gideon Emery – Anatoly Ranskahov
- Vondie Curtis-Hall – Ben Urich
- Ayelet Zurer – Vanessa Marianna
- Toby Leonard Moore – James Wesley
- Moisés Acevedo – Santino

## Titelverklaring
Tijdens zijn etentje met Vanessa legt Wilson Fisk uit dat hij opgroeide in Hell's Kitchen en dat hij als kind droomde om ergens ver weg en op een mooie locatie te wonen. Als tiener woonde hij enkele jaren in de boerderij van familieleden, maar uiteindelijk keerde hij toch terug naar het door hem verafschuwde Hell's Kitchen omdat de stad "in zijn bloed" zat.

## Verwijzingen naar andere Marvel-verhalen
- James Wesley vermeldt iemand met een "ijzeren uitrusting" en een "magische hamer", wat duidelijke verwijzingen zijn naar respectievelijk Iron Man en Thor.